# Jacob S. Kasanin

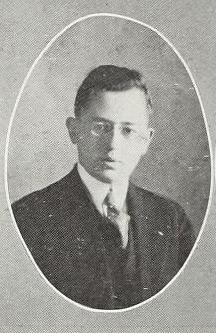
Jacob Kasanin

Jacob Sergi Kasanin (ur. 11 maja 1897 w Sławgorodzie, zm. 4 maja 1946 w San Francisco) – amerykański lekarz rosyjskiego pochodzenia, psychiatra i psychoanalityk.

## Życiorys
W dzieciństwie razem z rodziną przeniósł się z Rosji do Mandżurii, do Stanów Zjednoczonych wyemigrował w 1915 roku. W 1919 roku otrzymał tytuł licencjata (B.S.), 1921 roku otrzymał tytuł doktora medycyny (M.D.) na University of Michigan. Specjalizował się w psychiatrii i neurologii w Boston State Hospital, Boston Psychopathic Hospital i Mt. Sinai Hospital w Nowym Jorku. W 1926 roku otrzymał tytuł M.S. w dziedzinie zdrowia publicznego. W 1931 został dyrektorem medycznym Rhode Island State Hospital, od 1936 do 1939 dyrektor oddziału psychiatrii Michael Reese Hospital w Chicago. Po 1939 był lekarzem w Mt. Zion Hospital w Chicago i wykładowcą w University of California Medical School. Podczas II wojny światowej był konsultantem w dziedzinie psychiatrii w amerykańskiej armii. Przewodniczący American Orthopsychiatric Association w latach 1941/1942.
W 1933 roku wprowadził do psychiatrii pojęcie psychozy schizoafektywnej. Spopularyzował w Stanach Zjednoczonych prace Wygotskiego.
Żonaty z Elizabeth Owen Knight (1894–1981), mieli troje dzieci. Ich synem był prawnik Mark Owen Kasanin (1929–2007). Jacob Kasanin zmarł na udar mózgu w wieku 49 lat.

## Wybrane prace
- Kasanin J., Knapp E. External factors causing variable results in the Kottmann reaction, 1926
- Kasanin J., Petersen J.N. Psychosis as an early sign of epidemic encephalitis, 1926
- The Acute Schizoaffective Psychoses. American Journal of Psychiatry 90, 1933
- Pavlov's Theory of Schizophrenia, 1932
- Bowman K.M., Kasanin J. Constitutional Schizophrenia, 1933
- Kasanin J., Hanfmann E. An experimental study of concept formation in schizophrenia. Quantitative analysis of the results. American Journal of Psychiatry 95, ss. 35-48, 1938
- Hanfmann E., Kasanin J. Conceptual thinking in schizophrenia. New York: Nervous and Mental Disease Monographs, 1942
- Language and Thought in Schizophrenia, 1944
- Criteria of Therapy of War Neuroses American Journal of Psychiatry 104, 1947